# 凯特琳·劳斯
凯特琳·劳斯（英語：Kaitlyn Lawes，1988年12月16日—），加拿大女子冰壶运动员。她曾代表加拿大获得2014年冬季奥运会女子冰壶比赛金牌和2018年冬季奥运会混合双人冰壶比赛金牌。